# Szaweł
Szaweł, Saul – imię męskie pochodzenia hebrajskiego (‏שָׁאוּל‎ šā’ūl „uproszony, pożądany”).
Szaweł imieniny obchodzi 25 lutego.
Znane osoby noszące imię Szaweł:
Postacie biblijne:
- król Saul – pierwszy król Izraela
- Szaweł z Tarsu – apostoł Paweł

Inne osoby:
- Szaweł z Końskich – polski możnowładca (zm. po 1144 r.)
- Saul Bellow – pisarz amerykański
- Saul Hudson (Slash) – muzyk rockowy, gitarzysta Velvet Revolver
- Saul Kaatz – rabin działający w Zabrzu, filozof
- Saul Kripke – filozof i logik amerykański
- Saul Goodman – fikcyjna postać z serialu Breaking Bad; postać grana przez Boba Odenkirka

## Odpowiedniki
Szaweł w innych językach:
- rosyjski – Савел (Sawieł), Савелий, Савелей, Севелей[1].